# Сергей Лебедев
 Тази статия е за руския инженер.  За писателя вижте Сергей Лебедев (писател).  
Сергей Алексеевич Лебедев (на руски: Серге́й Алексе́евич Ле́бедев, роден на 2 ноември 1902 нов стил, починал на 3 юли 1974) е съветски учен в областта на електроинженерството и компютърните науки. Проектант е на някои от първите модели съветски компютри.
Лебедев е роден в Нижни Новгород, Русия. Завършва Московското висше техническо училище през 1928 г. Оттогава до 1946 г. работи в Всесъюзния електротехнически институт в Москва и Киев. През 1939 г. получава степента на доктор на науките за разработката на теорията за „изкуствената стабилност“ на електрическите системи.
По време на Втората световна война Лебедев работи в областта на автоматизацията на управлението на сложни системи. Групата му разработи система за стабилизиране на оръжията за танкове и автоматична система за насочване на въздушните ракети. За да изпълни тези задачи, Лебедев разработва аналогова компютърна система за решаване на обикновени диференциални уравнения.
От 1946 до 1951 г. ръководи Електротехническия институт в Киев на Украинската академия на науките, работещ по подобряване на стабилността на електрическите системи. За тази дейност през 1950 г. той получава държавната Сталинова премия.
През 1948 г. Лебедев научава от чуждестранни списания, че учените в западните страни работят върху дизайна на електронни компютри, въпреки че подробностите са били в тайна. През есента на същата година той решава да съсредоточи работата на своята лаборатория върху проектирането на компютри. Първият компютър на Лебедев е сметачната машина МЭСМ (на руски: Малая электронная счётная машина) е първият компютър в СССР и континентална Европа. Подобреният му наследник БЕСМ-1 (на руски: Большая электронная счётная машина) е завършен до края на 1951 г. и приет от държавна комисия през април 1953 г. Компютърът обаче не е пуснат в серийно производство поради противопоставянето на Министерството на машиностроенето, което е разработило своя собствена по-слаба и по-малко надеждна машина.
След това Лебедев започва разработването на нов, по-мощен компютър, M-20, с очаквана скорост на обработка от двадесет хиляди операции в секунда. През 1958 г. машината е приета за годна за работа и е пусната в серийно производство. Едновременно с това е пуснат в серийно производство БЭСМ-2, надстройка на БЭСМ-1. Въпреки че БЭСМ-2 е по-бавен от M-20, той е по-надежден. Използва се за изчисляване на сателитните орбити и траекторията на първата ракета, която да достигне повърхността на Луната. Лебедев и неговият екип разработват още няколко компютъра, особено БЭСМ-6, който е в производство 17 години. Тя дълго време играе основна роля в отбраната, космическата програма и научно-техническите изследвания в СССР.
През 1952 г. Лебедев става професор в Московския институт по физика и технологии. От 1953 г. до смъртта си той е директор на това, което сега се нарича Институт по прецизна механика и компютърна техника.
Лебедев умира през 1974 в Москва и е погребан в Новодевическото гробище.
През 1996 г. Лебедев получава признание като компютърен пионер от IEEE Computer Society.